# 롭 아담스

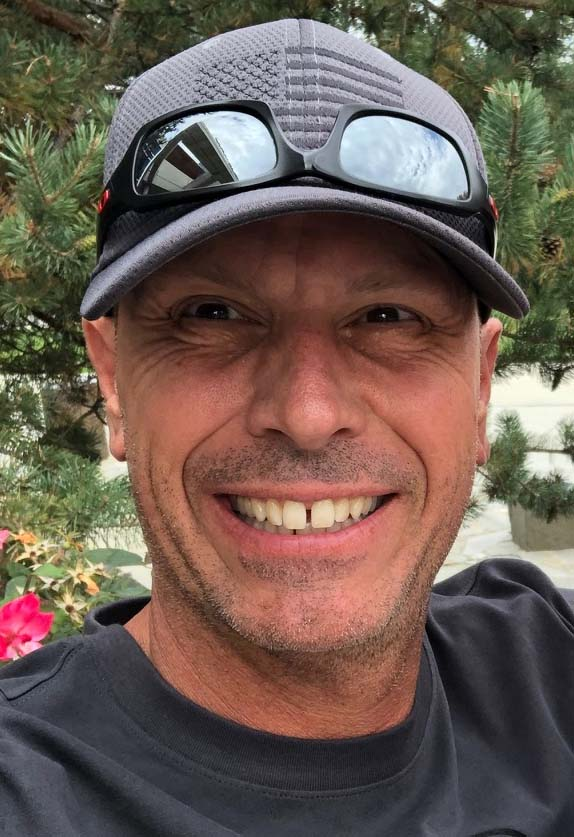

롭 아담스(Rob Adams, 1970년 2월 27일 ~ )는 미국의 배우, 텔레비전 배우이다.
세인트루이스에서 태어났다.

## 영화
- 스튜디오 클럽 (2014년)